# Von Wülcknitzsche Familienhäuser
Die von Wülcknitzschen Familienhäuser in der Gartenstraße in Berlin-Mitte waren ein Komplex von Mietwohnungen, die in den Jahren 1820 bis 1824 von dem Baron von Wülcknitz in Ausnutzung der damaligen Wohnungsnot errichtet wurden. Sie waren ein Brennpunkt sozialen Elends und gelten als Vorläufer der Berliner Mietskasernen. 1881/82 wurden sie abgerissen und durch übliche Wohnhäuser ersetzt, die dort zum Teil noch stehen. Zahlreiche Veröffentlichungen prangerten seinerzeit die Missstände dort an.

## Lage
Sie standen auf dem Gelände, auf dem heute die Häuser Gartenstraße 108 bis 115 stehen (damals die Häuser Gartenstraße 92, 92a, 92b), also auf der Fläche vor dem Hamburger Tor zwischen Torstraße und der Westseite der Gartenstraße bis fast hinauf zur heutigen Tieckstraße (Kartenansicht). Die Häuser wurden genannt Langes Haus, Querhaus, Schulhaus, Kleines Haus und Kaufmannshaus. Das größte von ihnen, das Lange Haus war 63 m lang, gut 18 m hoch und hatte in den unteren vier der sechs Stockwerke jeweils 30 einräumige Wohnungen. Es lag etwa dort, wo heute die Häuser 108 bis 111 stehen. Der Erbauer, mit vollem Namen Königlicher Kammerherr Heinrich Otto von Wülcknitz, stammte aus der Gegend von Bernau und hatte das Gelände von seinem Vater, dem Major Hans Heinrich von Wülcknitz am 16. Oktober 1815 geerbt. Zunächst hatte er darauf einen Holzplatz eingerichtet, wo er das in seinen ererbten Wäldern geschlagene Holz zum Verkauf lagerte. Er errichtete dort – etwa im Bereich des heutigen Hauses Nr. 113 – auch sein eigenes Wohnhaus. Die Qualität der Häuser und die Wohnverhältnisse waren schlecht. So wurde das Souterrain eines der fünf Häuser bereits vermietet, als man noch am ersten Obergeschoss arbeitete. Die Kellerdecke war noch so nass, dass das Wasser herab tropfte. Aufgrund einer Anzeige schritten die Behörden ein.

## Beschreibung
Bei den Wohnungen handelte es sich um eine Aneinanderreihung von gleichartigen Einzelräumen mit je zwei Fenstern, von sogenannten Stuben, die in der Regel 21 Quadratmeter groß waren. Aufgrund der hohen Mieten teilten sich auch mehrere Familien eine Stube. In den etwa 400 Stuben der Familienhäuser lebten – die Angaben hierzu schwanken – zwischen 2.200 und knapp 3.000 Personen. Somit standen jedem Bewohner im Durchschnitt etwa 2,2 m² Wohnfläche zur Verfügung. Da verschiedene Bewohner, namentlich Weber, hier auch ihren Beruf ausübten, war noch die Standfläche des Webstuhls abzuziehen. Zu einer solchen Menschenansammlung auf kleinstem Raum stellte der zuständige Armenarzt in einer Eingabe fest, „daß zu befürchten steht, daß eine bösartige Krankheit ausbricht“. Schließlich forderte eine 1828 vom Armenarzt ausgearbeitete Schrift, dass nur noch eine einzige Familie in einem Raum wohnen sollte. Die daraufhin ergangene Verordnung konnte aber infolge der Notlage vieler Bewohner nicht immer eingehalten werden: Noch im Jahre 1855 waren zwei Familien in einer Stube keine Seltenheit. Wer seine Miete nicht pünktlich zahlte, wurde unverzüglich ausgewiesen.
Ein besonderes Problem waren die gemeinsamen Toiletten. Bereits 1825 hatte der zuständige Stadtrat bemängelt, dass die „Abtritte offenstehen und die Luft verpesten“. Laut einer polizeilichen Aufstellung von 1828 kam auf etwa 50 Bewohner eine Toilette. Erst 1841 wurde durch Anlage einer zweiten Toilette im Kaufmannshaus Abhilfe geschaffen. Die Abwässer der Familienhäuser flossen in offenen Rinnsteinen in eine Senkgrube beim „Langen Haus“. Erst Anfang der 1840er Jahre wurde im Zusammenhang mit dem Bau des Stettiner Bahnhofs, der eine gepflasterte Straßenverbindung über die Gartenstraße zur Stadt erforderlich machte, auch ein Abzugskanal für die Hausabwässer zur Panke gelegt.
Schon im September 1824 wurde in dem vertraulichen monatlichen Zeitungsbericht des Magistrats an den König ausführlich über die Zustände in den Familienhäusern berichtet. Der König, Friedrich Wilhelm III., wies daraufhin den Innenminister an, den Familienhäusern besondere Aufmerksamkeit zu widmen und gegebenenfalls Missstände durch entsprechende Verfügungen abzustellen. Ein dritter Zeitungsbericht an den König enthielt auch einen ausführlichen Bericht des speziell für die Familienhäuser eingestellten Armenarztes Dr. Thümmel, der in 50 Exemplaren zum Gebrauch durch die zuständigen Behörden gedruckt wurde. Diese Berichte führten zu mehreren behördlichen Auflagen gegenüber von Wülcknitz, gegen die sich dieser zur Wehr setzte. Die Behörden fürchteten ihrerseits wohl besonders, dass es bei einer solchen Konzentration eigentumsloser Haushalte zu Gefährdungen der öffentlichen Ordnung kommen könnte oder ansteckende Krankheiten sich von hier über ganz Berlin ausbreiten würden. Schließlich kam es seitens von Wülcknitz zu Beleidigungen der Polizei. 1829 wurde er deswegen zu einer sechswöchigen Gefängnisstrafe verurteilt. Weil er wohl einsah, dass er mit den Familienhäusern nicht die erwarteten Gewinne erwirtschaften konnte, gab er auf. Er nahm hohe Hypotheken auf die Häuser auf und ging mit dem Kapital nach Paris. Seine Gläubiger sollen fast all ihr Geld verloren haben.

## Spätere Eigentümer
Nach von Wülcknitz wurde mit Beginn des Jahres 1831 der Gutsbesitzer Dr. Heinrich Ferdinand Wiesecke Eigentümer der Familienhäuser. Er hatte erhebliche Probleme mit den Mietrückständen, nicht zuletzt verursacht durch die Armut aufgrund der Cholera-Epidemie, die 1831 Berlin und besonders das Gebiet um die Familienhäuser heimsuchte. Da Wiesecke eine Anzahl Mieter wegen des Mietrückstandes aus der Wohnung wies, kam es im August 1831 zum ersten belegbaren Mieteraufstand in den Familienhäusern. Als Wiesecke feststellen musste, dass mit den Häusern kein Geschäft zu machen war, nahm er wie sein Vorgänger hohe Hypotheken auf die Häuser auf und ging mit dem Geld nach Paris, wo er als homöopathischer Arzt gewirkt haben soll.
Von 1832 bis 1835 standen die Familienhäuser unter Verwaltung des Berliner Kammergerichts. Dieses verkaufte in den Jahren 1834 bis 1836 nacheinander sehr preiswert drei der Häuser an Friedrich Wilhelm Heyder, Sekretär bei einem Justizrat; die beiden letzten Häuser, die Nummern 92 und 92b, wurden von ihm ersteigert.
1872 wurden die Familienhäuser verkauft, und zwar zunächst an den Deutschen Central-Bauverein, der damals wie viele andere Aktiengesellschaften als Anlagemöglichkeit für die in Berlin eintreffenden französischen Reparationszahlungen aufgrund des Krieges von 1870/71 gegründet worden war. Die Familienhäuser wurden zum begehrten Objekt der Bodenspekulation. 1875 bis 1877 standen sie im Eigentum des Kaufmanns Hermann Geber, damals einer der großen Berliner Grundstücksspekulanten, dann von 1877 bis 1880 im Eigentum des Konsuls Friedrich Poll zu Stettin. Von diesem erwarb es 1880 die Handelsgesellschaft J. & S. Haberland, ursprünglich ein gut gehender Manufakturbetrieb in der Spandauer Straße, die sich zunehmend auf Grundstücksgeschäfte verlegt hatte. Sie ging 1881 daran, die Familienhäuser abzureißen und das Grundstück für eine neue Bebauung freizumachen. Dabei teilte sie das Grundstück in 13 Parzellen und veräußerte diese an verschiedene Bauunternehmer, denen sie hierfür die notwendigen Baugeldkredite gewährte. Der Preis der Parzellen richtete sich nach den maximal zu erwartenden Mieteinnahmen. 1882 entstanden fünf- bis sechsgeschossige Mietshäuser, wie sie damals in großem Umfang um das alte Berlin gebaut wurden. Die heutigen Häuser Gartenstraße Nummer 108 sowie 110–111 stammen aus dieser Zeit und stehen unter Denkmalschutz. Ein Teil des Geländes, und zwar der nördliche sowie das gesamte Hinterland, wurde von der Stadt Berlin erworben und zur Erweiterung ihrer dort schon bestehenden 1. Gemeindeschule und zur Errichtung eines Wohnhauses für Rektoren genutzt.

## Bettina von ArnimsKönigsbuch
In den 1840er Jahren befasste sich die damals entstehende kritische Presse zunehmend mit den Familienhäusern, die darin einen exemplarischen Fall der sozialen Lage des neu entstandenen Proletariats sah. So erschien 1842 auf der Titelseite der Rheinischen Zeitung, zu dessen Mitarbeitern der damals 24-jährige Karl Marx gehörte, ein sehr kritischer Beitrag unter dem Titel Die Berliner Familienhäuser, wahrscheinlich verfasst von dem Schriftsteller Karl Gutzkow. Am bekanntesten wurden die Familienhäuser durch Bettina von Arnim, die 1843 die Schrift Dies Buch gehört dem König veröffentlichte. Darin befinden sich im Anhang auf 65 Seiten die ausführlichsten Angaben über die Wohnverhältnisse in den Familienhäusern. Sie waren im Auftrag Bettinas von dem jungen Schweizer Lehrer Heinrich Grunholzer erstellt worden. Nach diesen „Erfahrungen eines jungen Schweizers“ lebten in den von ihm besuchten 32 Stuben insgesamt 130 Menschen, von denen 71 Kinder waren. Besonders häufig wurde daraus später folgende Angabe zitiert: „Kreuzweis wird durch die Stube ein Seil gespannt, in jeder Ecke haust eine Familie, wo die Seile sich kreuzen, steht ein Bett für den noch Ärmeren, den sie gemeinschaftlich pflegen.“ Das Königsbuch erregte in der damaligen literarischen Welt großes Aufsehen. Der preußische König Friedrich Wilhelm IV., dem das Buch gewidmet war und der darüber „in ungeheurem Zorn“ gewesen sein soll, ließ es sofort verbieten. Es wurde 1921, 1982, 2008 und zuletzt 2009 zu Bettinas 150. Todestag neu herausgegeben. Bettina selbst schätzte Grunholzers Protokolle, die ursprünglich nur zur Untermauerung ihrer Ausführungen gedacht waren, als das Wichtigste ihres Buches ein. Sie gelten als die erste Sozialreportage der deutschen Literatur.

## Reformbemühungen
Die Anhäufung unbemittelter, kranker und zum Teil auch sittlich verkommener Menschen in den Familienhäusern zog die öffentliche Aufmerksamkeit auf sich. Schon 1827 wurden sogenannte Erbauungsstunden eingerichtet. Der Verein christlicher Männer eröffnete 1828 eine Freischule in einem der Häuser und versuchte, der Gefahr der völligen Verwahrlosung der Kinder entgegenzuwirken. Anfang 1828 richtete die stark pietistisch orientierte Freitag-Abend-Gesellschaft, überwiegend bestehend aus Adligen um die damals sehr einflussreichen von Gerlach-Brüder, eine Armen-Freischule ein, die die Kinder in den Familienhäusern besuchen mussten. In den Jahrbüchern der Straf- und Besserungs=Anstalten, Erziehungshäuser, Armenfürsorge und anderer Werke der christlichen Liebe erschien im Januarheft 1829 ein ausführlicher Bericht über die neugegründete Schule. 1844 widmete auch Johann Hinrich Wichern, der Reformer des preußischen Gefängniswesens und „Vater der Inneren Mission“, einen „ausführlichen Besuch“ den Familienhäusern, über die er in Bettina von Arnims Königsbuch gelesen hatte. In seinem Tagebuch berichtete er im Einzelnen darüber. Victor Aimé Huber, Professor an der Berliner Universität und Herausgeber des Janus. Jahrbücher deutscher Gesinnung, Bildung und That entwickelte aufgrund von Studienreisen seine Ideen über die „Innere Colonisation“. Darin wurde erstmals das englische Cottage der Unterbringungsform der Kaserne, verkörpert durch die Familienhäuser, gegenübergestellt. Seine im Janus veröffentlichten Gedanken erschienen 1846 in einer gesonderten Schrift Ueber innere Colonisation. Fortan wurde die Frage „Cottage oder Kaserne“ zum Standard in der Diskussion der Wohnungsreform. 1846 erschienen unabhängig voneinander zwei sehr kritische Bücher über Berlin, in denen jeweils auch ausführlich die Familienhäuser angeprangert wurden. Es handelte sich um das Buch Berlin in seiner neuesten Zeit und Entwicklung des Publizisten Friedrich Saß (etwa 1817–1851) und um das zweibändige Werk Berlin des Schriftstellers und Journalisten Ernst Dronke, der wegen dieses Buches zu einer zweijährigen Festungshaft verurteilt wurde. Beide Bücher wurden sofort verboten.
Die Verhältnisse besserten sich zwar mit den Jahren, aber offenbar nicht sehr nachhaltig. Die 1862 erschienene Schrift Das Berliner Voigtland, ein Abdruck aus dem in Duisburg im Diakonenhaus erscheinenden Sonntagsblatt für Innere Mission, gab weiterhin ein sehr negatives Urteil ab. Es hob die „Vergnügungssucht“ hervor, die mit der Armut Hand in Hand gehe, sprach von „Arbeitsscheu und Unzucht“, der „herrschenden Pietätlosigkeit“, den „revolutionären und sozialistischen Gelüsten der Massen“ und der „hier hausenden Verbrecherwelt“.
In ganz anderem Stil war das Buch Die dunklen Häuser von Berlin von Gustav Rasch abgefasst, das 1861 in erster Auflage erschien und die Verhältnisse in den Familienhäusern detailliert darstellte. Aber auch daraus geht hervor, dass sich die Lage gegenüber den Anfangsjahren nicht grundlegend geändert hat.

## Darstellungen in der Literatur
In Anlehnung an den ersten französischen Zeitungs-Fortsetzungsroman Les Mystères de Paris von Eugène Sue, der 1843 mit großem Erfolg in deutscher Übersetzung unter dem Titel Die Geheimnisse von Paris erschien, kamen im folgenden Jahr drei Berliner Sue-Imitationen heraus, die das Voigtland und speziell die Familienhäuser als Verbrecher- und Proletarierviertel zum Ort der Handlung machten: Die Mysterien von Berlin von August Braß (1818–1876) in zwei Bänden, dann Die Geheimnisse von Berlin. – Aus den Papieren eines Berliner Kriminalbeamten, anonym, schließlich Mysterien von Berlin von Rudolf Lubarsch (unter dem Pseudonym L. Schubar) (1807–1883). Auch in der gehobenen Literatur blieben die Familienhäuser nicht unerwähnt. Der Berliner Ästhetik-Professor Theodor Mundt, Schriftsteller und Publizist, ging in seinem 1844 erschienenen Roman Carmela oder die Wiedertaufe in einem Kapitel auf die Familienhäuser ein. Dort ist von ihnen als den „Pyramiden des Berliner Pauperismus“ die Rede, aber auch davon, dass man neuerdings angefangen habe, die Familienhäuser zum Gegenstand einer „Romantik der Armut“ zu machen. Dies tat dann aber gerade Mundts Frau Clara (1814–1873), die unter dem Pseudonym Luise Mühlbach schrieb. 1846 erschien von ihr Ein Roman in Berlin. Die Haupthandlung des dreibändigen Romans von über 1133 Seiten spielt in den Familienhäusern, in die die verarmte Baronin von Hermfeld mit ihren drei Töchtern zieht. In dem Roman wird die Armut zu einer Idylle verklärt; nur der Arme sei wirklich frei und damit glücklich. 1860 erschien der Roman neu in einer umgearbeiteten und auf 743 Seiten verkürzten Fassung unter dem Titel Berlin vor funfzehn Jahren, wobei die drei Bände in einem Buch zusammengefasst sind. Die Familienhäuser dürften durch diesen Roman in ganz Deutschland bekannt geworden sein, da Luise Mundts Werke damals zur meistgelesenen Unterhaltungsliteratur gehörten und vom großen Leihbibliotheken-Publikum förmlich verschlungen wurden.
1849 erschien von Louise Aston, einer Vorkämpferin für die demokratische Revolution und Frauenbewegung, der Roman Revolution und Contrerevolution, in dem ebenfalls die Familienhäuser einer der Schauplätze sind. Auch in der neueren Literatur fanden die Familienhäuser ihren Platz. So trägt in dem 1995 erschienenen Buch von Margitta-Sybille Fahr Pitaval Scheunenviertel, das entsprechend den französischen causes célèbres et intéressantes des 18. Jahrhunderts die berühmten Kriminalfälle des Scheunenviertels darstellt, eine der dort erzählten Kriminalgeschichten den Titel: Heinrich Wiesecke – Ein Miethai aus Sachsen-Anhalt im „Vogtland“. Auf über 20 Seiten werden die Familienhäuser unter ihrem Erbauer von Wülcknitz und vor allem unter seinem Nachfolger Wiesecke geschildert. Er wird von ihr als „Wucherer aus Magdeburg“ und „rücksichtsloser Spekulant“ bezeichnet.

## Bedeutung
Die Bedeutung der einstigen von Wülcknitzschen Familienhäuser mag man daran ermessen, dass sie Gegenstand eines an der Hochschule der Künste in Berlin-West eingerichteten Forschungsschwerpunktes waren: Theorie und Geschichte von Bau, Raum und Alltagskultur. Als Ergebnis erschien 1980 der erste Band eines umfangreichen Werks über die Geschichte des Berliner Mietshauses mit dem Titel Das Berliner Mietshaus 1740–1862, in dem in einer ungewöhnlichen Tiefe und Breite in sechs Teilen die von Wülcknitzschen Familienhäuser behandelt werden. Sie stellten eine bis dahin nicht gekannte Konzentration von Bewohnern auf einem Grundstück dar und bildeten gleichzeitig die erste Großspekulation eines Privatunternehmers auf dem Wohnungsmarkt. Von Anfang an fanden sie daher größte Beachtung und wurden – je nach Einstellung – verteufelt oder verharmlost. Zusammenfassend heißt es dort dazu: „Indem diese Diskussionen um den exemplarischen Fall immer prinzipielleren Charakter annehmen, erlangen die Familienhäuser eine herausragende Bedeutung für die gesamte spätere Entwicklung des Arbeiterwohnungsbaus – nicht nur für Berlin.“

## Sonstiges
Als Beispiel für die Widersprüchlichkeiten beim Bauen in Berlin schreibt der Amerikaner R.W.B. MacCormack, Professor für Ethnolinguistik, in seinem 2000 erschienenen Werk Mitten in Berlin – Feldstudien in der Hauptstadt: „Ausgerechnet in der Gartenstraße sind die ersten Mietskasernen errichtet worden.“